# Yassine Jebbour
Yassine Jebbour (Poitiers, 24 de janeiro de 1991) é um futebolista profissional marroquino, que atua como defensor.

## Carreira
Yassine Jebbour fez parte do elenco da Seleção Marroquina de Futebol nas Olimpíadas de 2012.